# Vizore
Vizore – wieś w Słowenii, w gminie Vojnik. W 2018 roku liczyła 152 mieszkańców.